# Ajeeb

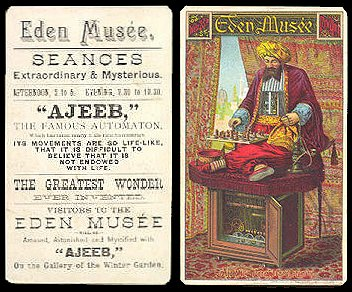
Propaganda d'una exhibició d'Ajeeb, que inclou una il·lustració de la seva aparença. Ajeeb era una imitació del Turc

Ajeeb fou un autòmat d'escacs, creat per Charles Hooper (un ebenista), i que fou presentat per primer cop al Royal Polytechnical Institute el 1868. Es tracta d'una particularment intrigant peça (fraudulenta) de tecnologia mecànica (era presentat com a totalment automàtic, però en realitat contenia un jugador humà al seu interior), que va competir contra molts oponents coneguts, com Harry Houdini, Theodore Roosevelt, o O. Henry. D'entre els jugadors que varen fer funcionar "Ajeeb" des de l'interior, en destaquen Harry Nelson Pillsbury i Albert Beauregard Hodges.
Després de diverses demostracions espectaculars a Coney Island (Nova York), Ajeeb va ser destruït pel foc el 1929. En la història d'aquesta mena de màquines, Ajeeb va succeir El Turc i va precedir Mephisto.